# Leo Parker

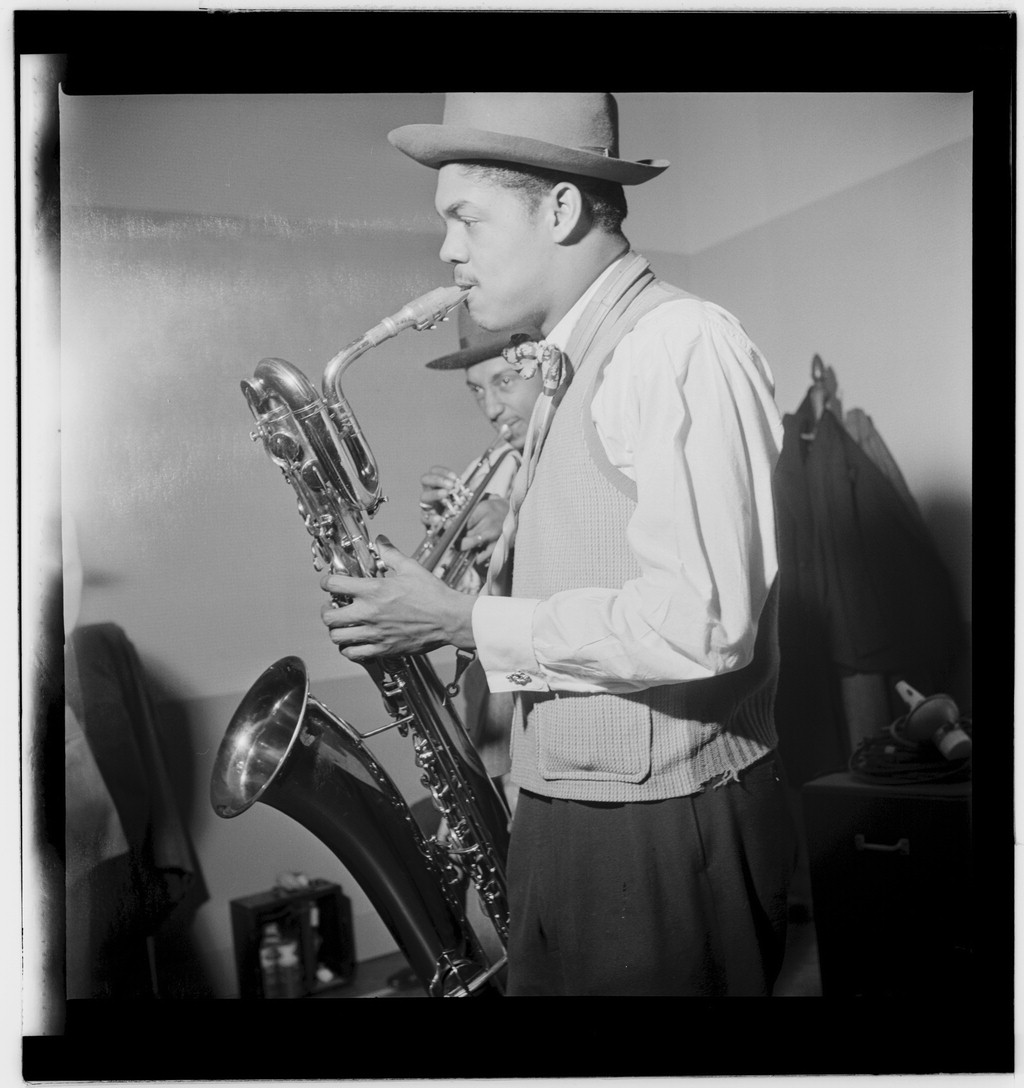
Leo Parker, New York City, um 1947. Fotografie von William P. Gottlieb

Leo Parker (* 18. April 1925 in Washington, D.C.; † 11. Februar 1962 in New York City, New York) war ein US-amerikanischer Jazzsaxophonist.

## Leben und Werk
Parker begann seine musikalische Karriere auf dem Altsaxophon und machte einige Studioaufnahmen mit Coleman Hawkins. Parker wechselte 1944 zum Baritonsaxophon, als er mit der Bebop-orientierten Big Band von Billy Eckstine tourte, Billy Eckstine and His Orchestra. Das nächste Jahr war er Mitglied der sogenannten "Unholy Four". Die anderen Mitglieder des Saxophonsatzes waren Dexter Gordon, Sonny Stitt und Gene Ammons, aber bei einigen Gelegenheiten engagierte Eckstine Namensvetter Charlie Parker, der wahrscheinlich den größten Einfluss auf Leo Parker ausübte. Leo Parker übertrug die Bebop-Phrasierungen auf das Baritonsaxophon und etablierte damit das Instrument im Modern Jazz.
Nachdem er Eckstine verlassen hatte, spielte Leo Parker in New York mit Dizzy Gillespie und Fats Navarro, bevor er mit Illinois Jacquets Popular Band spielte. Bei einer Aufnahme-Session mit Sir Charles Thompson spielte er den Titel Mad Lad, der daraufhin sein Spitzname wurde.
Neben weiteren Studioaufnahmen mit Gordon spielte er mit Stitt, Ammons, Teddy Edwards, Wardell Gray und anderen. Parkers Karriere war recht schnell zu Ende: Schon 1947 beeinflusste seine Drogenabhängigkeit ernsthaft seine Gesundheit. Er spielte gelegentlich auch in den 1950ern, nahm eine Single für United auf und war gelegentlich an Plattenaufnahmen beteiligt wie mit Bill Jennings, auf denen er meist weit entfernt von seinen Möglichkeiten war. 1961 begann er ein Comeback und spielte zwei Platten für Blue Note Records ein, starb jedoch 1962 an Herzversagen.

## Diskographie
- 1950 – Prestige First Sessions – Volume 1 mit Al Haig, Oscar Pettiford, Max Roach, Jack Parker
- 1961 – Let me tell you ´bout it mit John Burks, Bill Swindell, Yusef Salim, Stan  Conover, Purnell Rice